# Championnat de Colombie de football 2000
Navigation
Saison précédente Saison suivante
La saison 2000 du Championnat de Colombie de football est la cinquante-troisième édition du championnat de première division professionnelle en Colombie.
Les seize meilleures équipes du pays disputent le championnat qui se déroule en trois phases :
- lors du tournoi Ouverture (Copa Mustang I), les équipes sont regroupées au sein d'une poule unique où elles s'affrontent une seule fois, plus un match face à un adversaire du même secteur géographique puis 6 matchs au sein des Cuadrangulares.
- le Tournoi Clôture (Copa Mustang II) a exactement le même fonctionnement que le tournoi Ouverture
- les quatre meilleurs clubs sur l'ensemble des deux tournois disputent le Cuadrangular final, qui prend la forme d'une poule unique.

C'est le club de l'América de Cali, vainqueur du tournoi de Clôture, qui remporte la compétition, après avoir terminé en tête du Cuadrangular, devant l'Atlético Junior et le Deportes Tolima. C'est le dixième titre de champion de l'histoire du club.

## Qualifications continentales
Les vainqueurs des tournois Ouverture et Clôture se qualifient directement pour la Copa Libertadores. La troisième place est attribuée au meilleur club non-qualifié du Cuadrangular.

## Les clubs participants
| - Independiente Santa Fe - CD Los Millonarios - Deportivo Tuluá - Deportes Tolima - Once Caldas - Independiente Medellin - Real Cartagena - Promu de Copa Aguila - Deportivo Pasto | - Atlético Nacional - Atlético Huila - América de Cali - Atlético Bucaramanga - Deportes Quindio - Deportivo Cali - Atlético Junior - Envigado FC |

## Compétition
Le barème utilisé pour établir l'ensemble des classements est le suivant :
- Victoire : 3 points
- Match nul : 1 point
- Défaite : 0 point

### Tournoi Ouverture
| Rang | Équipe                 | Pts | J  | G  | N | P  | Bp | Bc | Diff |
| ---- | ---------------------- | --- | -- | -- | - | -- | -- | -- | ---- |
| 1    | Deportivo Cali         | 40  | 22 | 11 | 7 | 4  | 36 | 22 | +14  |
| 2    | América de Cali        | 38  | 22 | 11 | 5 | 6  | 42 | 22 | +20  |
| 3    | Deportes Tolima        | 36  | 22 | 11 | 3 | 8  | 36 | 29 | +7   |
| 4    | CD Los Millonarios     | 33  | 22 | 8  | 9 | 5  | 32 | 27 | +5   |
| 5    | Atlético NacionalT     | 32  | 22 | 9  | 5 | 8  | 35 | 29 | +6   |
| 6    | Atlético Junior        | 32  | 22 | 9  | 5 | 8  | 33 | 27 | +6   |
| 7    | Deportivo Tuluá        | 32  | 22 | 9  | 5 | 8  | 30 | 31 | -1   |
| 8    | Envigado FC            | 32  | 22 | 8  | 8 | 6  | 30 | 25 | +5   |
| 9    | Independiente Santa Fe | 31  | 22 | 8  | 7 | 7  | 32 | 30 | +2   |
| 10   | Real CartagenaP        | 27  | 22 | 7  | 6 | 9  | 21 | 23 | -2   |
| 11   | Atlético Huila         | 27  | 22 | 6  | 9 | 7  | 21 | 27 | -6   |
| 12   | Once Caldas            | 27  | 22 | 6  | 9 | 7  | 24 | 31 | -7   |
| 13   | Independiente Medellin | 26  | 22 | 6  | 8 | 8  | 28 | 34 | -6   |
| 14   | Deportivo Pasto        | 22  | 22 | 6  | 4 | 12 | 27 | 44 | -17  |
| 15   | Atlético Bucaramanga   | 21  | 22 | 5  | 6 | 11 | 16 | 28 | -12  |
| 16   | Deportes Quindio       | 21  | 22 | 5  | 6 | 11 | 24 | 38 | -14  |

|  | Qualification pour la Copa Libertadores 2001 |

### Tournoi Clôture
| Rang | Équipe                 | Pts | J  | G  | N  | P  | Bp | Bc | Diff |
| ---- | ---------------------- | --- | -- | -- | -- | -- | -- | -- | ---- |
| 1    | América de Cali        | 48  | 22 | 14 | 6  | 2  | 40 | 20 | +20  |
| 2    | Independiente Santa Fe | 43  | 22 | 13 | 4  | 5  | 33 | 22 | +11  |
| 3    | Atlético Junior        | 38  | 22 | 10 | 8  | 4  | 37 | 23 | +14  |
| 4    | CD Los Millonarios     | 36  | 22 | 9  | 9  | 4  | 32 | 23 | +9   |
| 5    | Deportes Tolima        | 33  | 22 | 10 | 3  | 9  | 31 | 25 | +6   |
| 6    | Once Caldas            | 33  | 22 | 9  | 6  | 7  | 29 | 19 | +10  |
| 7    | Atlético NacionalT     | 28  | 22 | 8  | 4  | 10 | 31 | 34 | -3   |
| 8    | Deportivo Pasto        | 28  | 22 | 7  | 7  | 8  | 29 | 28 | +1   |
| 9    | Independiente Medellin | 27  | 22 | 7  | 6  | 9  | 28 | 31 | -3   |
| 10   | Atlético Bucaramanga   | 27  | 22 | 7  | 6  | 9  | 23 | 30 | -7   |
| 11   | Atlético Huila         | 26  | 22 | 8  | 2  | 12 | 29 | 39 | -10  |
| 12   | Envigado FC            | 26  | 22 | 7  | 5  | 10 | 31 | 38 | -7   |
| 13   | Real CartagenaP        | 24  | 22 | 6  | 6  | 10 | 23 | 28 | -5   |
| 14   | Deportes Quindio       | 24  | 22 | 6  | 6  | 10 | 26 | 38 | -12  |
| 15   | Deportivo Cali         | 21  | 22 | 5  | 6  | 11 | 31 | 42 | -11  |
| 16   | Deportivo Tuluá        | 19  | 22 | 3  | 10 | 9  | 25 | 39 | -14  |

|  | Qualification pour la Copa Libertadores 2001 |

### Classement cumulé
| Rang | Équipe                 | Pts | J  | G  | N  | P  | Bp | Bc | Diff |
| ---- | ---------------------- | --- | -- | -- | -- | -- | -- | -- | ---- |
| 1    | América de Cali        | 86  | 44 | 25 | 11 | 8  | 82 | 42 | +40  |
| 2    | Independiente Santa Fe | 74  | 44 | 21 | 11 | 12 | 65 | 52 | +13  |
| 3    | Atlético Junior        | 70  | 44 | 19 | 13 | 12 | 70 | 50 | +20  |
| 4    | Deportes Tolima        | 69  | 44 | 21 | 6  | 17 | 67 | 54 | +13  |
| 5    | CD Los Millonarios     | 69  | 44 | 17 | 18 | 9  | 64 | 50 | +14  |
| 6    | Deportivo Cali         | 61  | 44 | 16 | 13 | 15 | 67 | 64 | +3   |
| 7    | Atlético NacionalT     | 60  | 44 | 17 | 9  | 18 | 66 | 63 | +3   |
| 8    | Once Caldas            | 60  | 44 | 15 | 15 | 14 | 53 | 50 | +3   |
| 9    | Envigado FC            | 58  | 44 | 15 | 13 | 16 | 61 | 63 | -2   |
| 10   | Atlético Huila         | 53  | 44 | 14 | 11 | 19 | 50 | 66 | -16  |
| 11   | Independiente Medellín | 53  | 44 | 13 | 14 | 17 | 56 | 64 | -8   |
| 12   | Real CartagenaP        | 51  | 44 | 13 | 12 | 19 | 44 | 51 | -7   |
| 13   | Deportivo Tuluá        | 51  | 44 | 12 | 15 | 17 | 55 | 70 | -15  |
| 14   | Deportivo Pasto        | 50  | 44 | 13 | 11 | 20 | 56 | 72 | -16  |
| 15   | Atlético Bucaramanga   | 48  | 44 | 12 | 12 | 20 | 39 | 58 | -19  |
| 16   | Deportes Quindío       | 45  | 44 | 11 | 12 | 21 | 50 | 76 | -26  |

|  | Qualification pour le Cuadrangular |
|  | Relégation en Copa Aguila          |

### Cuadrangular
| Rang | Équipe                 | Pts | J | G | N | P | Bp | Bc | Diff |
| ---- | ---------------------- | --- | - | - | - | - | -- | -- | ---- |
| 1    | América de Cali        | 10  | 6 | 3 | 1 | 2 | 7  | 3  | +4   |
| 2    | Atlético Junior        | 9   | 6 | 2 | 3 | 1 | 6  | 6  | 0    |
| 3    | Deportes Tolima        | 7   | 6 | 2 | 1 | 3 | 5  | 6  | -1   |
| 4    | Independiente Santa Fe | 7   | 6 | 2 | 1 | 3 | 9  | 12 | -3   |

|  | Champion de Colombie 2000                    |
|  | Qualification pour la Copa Libertadores 2001 |

## Bilan de la saison
| Championnat de Colombie de football 2000 |                             |
| Champion                                 | América de Cali (10e titre) |
| Qualifications continentales             |                             |
| Copa Libertadores 2001                   | América de Cali             |
| Copa Libertadores 2001                   | Deportivo Cali              |
| Copa Libertadores 2001                   | Atlético Junior             |
| Promotions et relégations                |                             |
| Promus en Copa Mustang                   | Deportivo Pereira           |
| Relégués en Copa Aguila                  | Deportes Quindio            |